# Bolesław Żuk
Bolesław Żuk (ur. 24 lutego 1939 r. w Bylicach) – polski zootechnik, specjalizujący się w genetyce cech ilościowych, metodach doskonalenia zwierząt; nauczyciel akademicki związany z Akademią Rolniczą we Wrocławiu.

## Życiorys
Urodził się w 1939 roku w Bylicach, w powiecie samborskim, gdzie spędził wczesne lata życia. Po zakończeniu II wojny światowej znalazł się wraz z rodzicami na Dolnym Śląsku. Szkołę podstawową ukończył w 1952 roku w Gryfowie Śląskim, a następnie kontynuował naukę w Liceum Pedagogicznym w Lubomierzu, gdzie zdał maturę w 1956 roku. Studia odbył na Wydziale Matematyki, Fizyki i Chemii Uniwersytetu Wrocławskiego. Ukończył je w 1961 roku, uzyskując dyplom magistra matematyki. 
W tym samym roku rozpoczął pracę w Katedrze Ogólnej Hodowli Zwierząt Wyższej Szkoły Rolniczej we Wrocławiu, gdzie pracuje do chwili obecnej (obecnie Uniwersytet Przyrodniczy). Od 1997 roku pełni funkcję kierownika katedry. Stopień naukowy doktora nauk przyrodniczych otrzymał w 1967 roku w Instytucie Biologii Stosowanej Wyższej Szkoły Rolniczej we Wrocławiu na podstawie pracy pt. Indeksy selekcyjne i ich wykorzystanie do przewidywania wartości produkcyjnej potomstwa, której promotorem był prof. Bolesław Nowicki. W 1975 roku na Wydziale Zootechnicznym Akademii Rolniczej we Wrocławiu uzyskał stopień naukowy doktora habilitowanego nauk rolniczych w zakresie genetycznych metod doskonalenia zwierząt, na podstawie rozprawy nt. Selekcja ciągła w populacjach zwierząt gospodarskich. Tytuł profesora nauk rolniczych uzyskał w 1990 roku z rąk prezydenta Polski Lecha Wałęsy.
Poza działalnością naukowo-dydaktyczną pełnił szereg ważnych funkcji organizacyjnych. W latach 1981–1982 był dziekanem Wydziału Zootechnicznego Akademii Rolniczej we Wrocławiu, członkiem Senatu Akademii Rolniczej we Wrocławiu (Uniwersytet Przyrodniczy we Wrocławiu), Rady Głównej Nauki i Szkolnictwa Wyższego, Komitetu Nauk Zootechnicznych Polskiej Akademii Nauk, przewodniczącym Kolegium Redakcyjnego serii "Animal Husbandry", czasopisma "Electronic Journal of Polish Agricultural Universities" (EJPAU).

## Dorobek naukowy
Bolesław Żuk jest specjalistą z zakresu hodowli zwierząt, a zwłaszcza metod oceny wartości hodowlanej oraz zastosowań informatyki w hodowli zwierząt. Jest autorem lub współautorem 5 systemów komputerowych z tego ostatniego zakresu. Napisał 2 podręczniki: Metody genetyki populacji w hodowli zwierząt (1973, 1979) oraz Biometria stosowana (1989). Jest współautorem 9 skryptów z zakresu genetyki i hodowli zwierząt oraz innych dzieł zwartych. Należy do autorów bądź współautorem 87 prac naukowych oraz 35 referatów i doniesień na konferencje naukowe.
Za swoją działalność naukową, dydaktyczną i społeczną został odznaczony Krzyżem Kawalerskim Orderu Odrodzenia Polski, Złotym Krzyżem Zasługi, Złotą Odznaką Zasłużony dla Miasta Wrocławia i Województwa Wrocławskiego. Wyróżniono go 3 nagrodami ministra oraz 12 nagrodami rektora.